# Hemidactylus homoeolepis
Hemidactylus homoeolepis este o specie de șopârle din genul Hemidactylus, familia Gekkonidae, descrisă de Blanford 1881. A fost clasificată de IUCN ca specie cu risc scăzut. Conform Catalogue of Life specia Hemidactylus homoeolepis nu are subspecii cunoscute.